# Mountain Brook, Alabama
Mountain Brook là một thành phố thuộc quận Jefferson, tiểu bang Alabama, Hoa Kỳ. Dân số năm 2009 là 21094 người, mật độ đạt 637 người/km².